# 三本木パーキングエリア
三本木パーキングエリア（さんぼんぎパーキングエリア）は、宮城県大崎市三本木蟻ケ袋にある東北自動車道のパーキングエリア。三本木スマートインターチェンジを併設する。
敷地内には「高速三本木バス停」が設置されている。

## 施設

### 上り線（仙台・福島方面）
- 駐車場[2]
  - 大型 26台
  - 小型 16台
  - 身障者用
    - 小型：1台
- トイレ[2]
  - 男性 大2（和式1・洋式1）・小5
    - オストメイト対応設備が設置されている[3]。

  - 女性 5（和式2・洋式3）
    - オストメイト対応設備が設置されている[3]。
    - 同伴の男児用 1

  - 身障者用 1
- 自動販売機
- スマートIC[2]
  - 入口利用の場合すべての施設利用不可
  - 出口利用の場合すべての施設利用可

### 下り線（盛岡・青森方面）
- 駐車場[4]
  - 大型 25台
  - 小型 21台
  - 身障者用
    - 小型：1台
- トイレ[4]
  - 男性 大2（和式1・洋式1）・小5
    - オストメイト対応設備が設置されている[3]。

  - 女性 5（和式2・洋式3）
    - オストメイト対応設備が設置されている[3]。
    - 同伴の男児用１

  - 身障者用 1
- 自動販売機
- スマートIC[4]
  - 入口利用の場合すべての施設利用不可
  - 出口利用の場合すべての施設利用可

## バスストップ

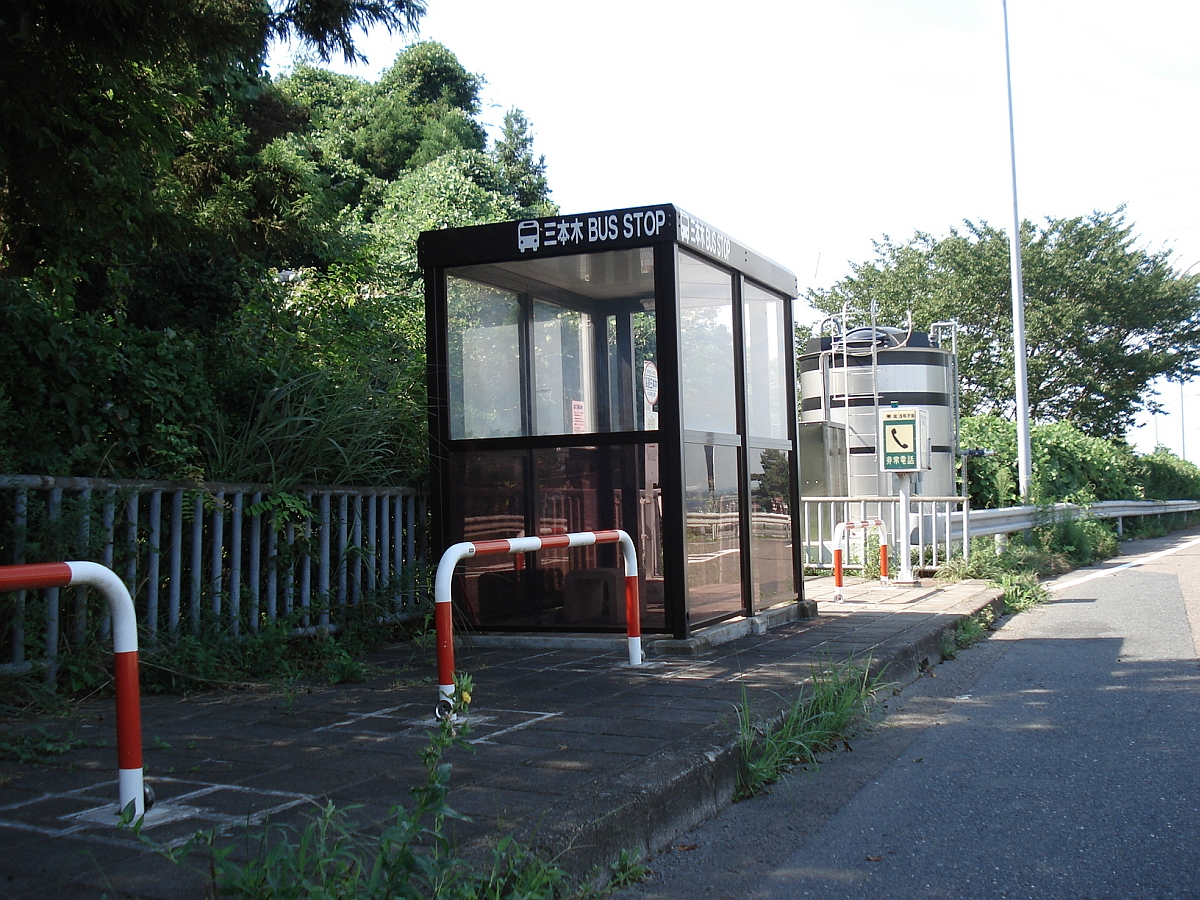
高速三本木バス停（下り線側）

三本木パーキングエリア内に、高速三本木（こうそくさんぼんぎ）バス停が設置されている。上り仙台宮城インターチェンジ方面と下り古川インターチェンジ方面の双方で乗降が可能である。上り線仙台市方面のバス停の高速道路敷地外に、当時の三本木町が整備した利用者用駐車場がある。

### 停車路線
ミヤコーバスが運行。どちらの路線も両方向とも乗降可（クローズドドア制限なし）。
- 仙台 - 古川線
- 仙台 - 鳴子線

## 三本木スマートインターチェンジ
2009年（平成21年）9月18日、大崎市、宮城県、国などが参加した地区協議会が、既存の三本木パーキングエリアに併設する形で終日運用のスマートインターチェンジを設置した。このインターチェンジは、観光バスや高速バスの通過も考慮した、長さ12メートル車まで通れる規格を持っている。設置費用は約6億3千万円で、当初は1日当たり1300台から1400台の利用台数であった。2010年（平成22年）3月27日に東北道と仙台北部道路とが接続して仙台都市圏環状自動車専用道路が全通すると利用台数が増加し始め、同年7月には1日当たり約2000台になった。
このインターチェンジの整備効果として、利便性の向上の他に、救急医療の迅速化、産業や観光の活性化が挙げられている。
接続道路は、国道4号・三本木バイパスの道の駅三本木や大崎市役所三本木総合支所（旧三本木町役場）の近くから分岐する。

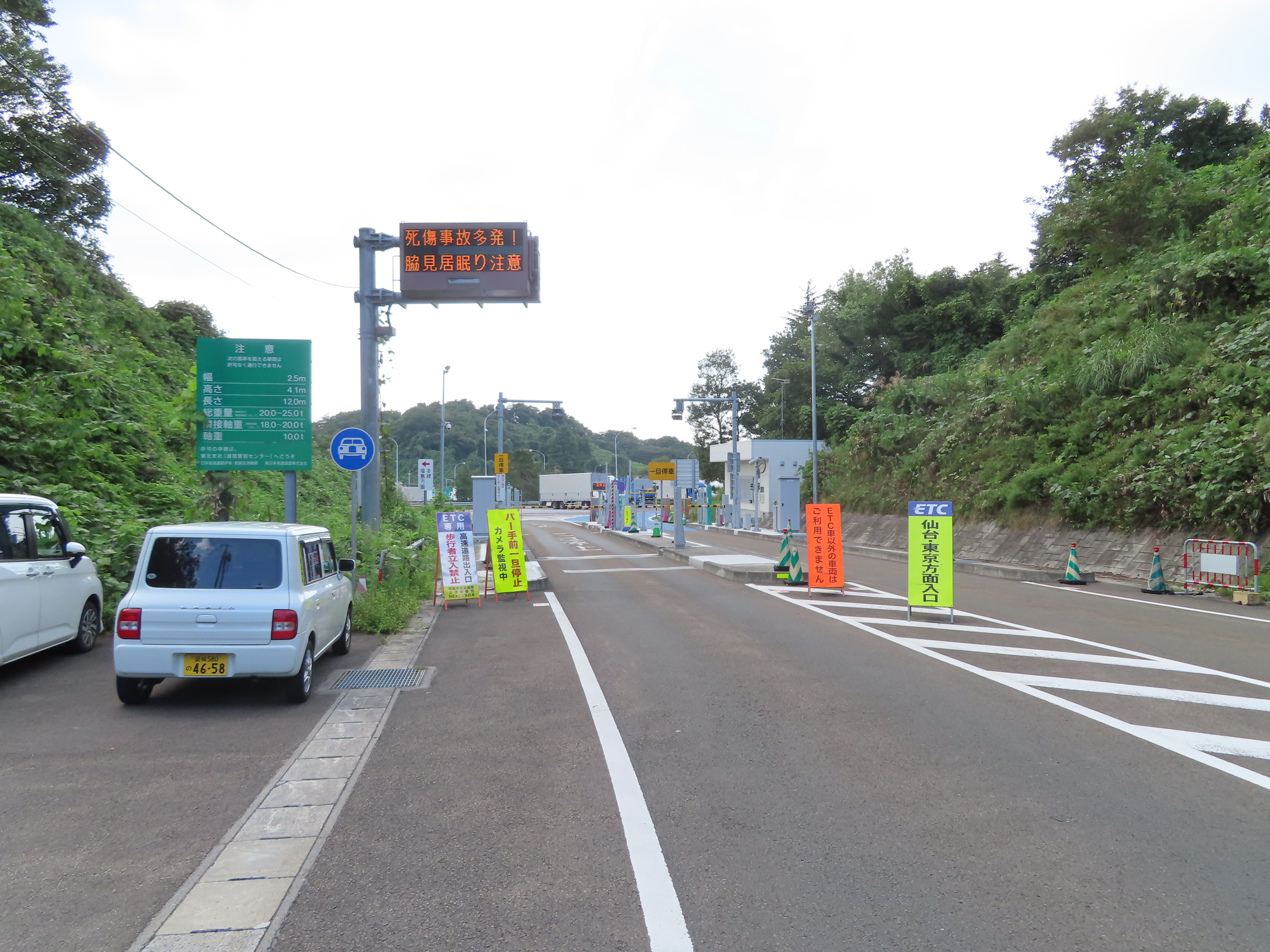
上り線
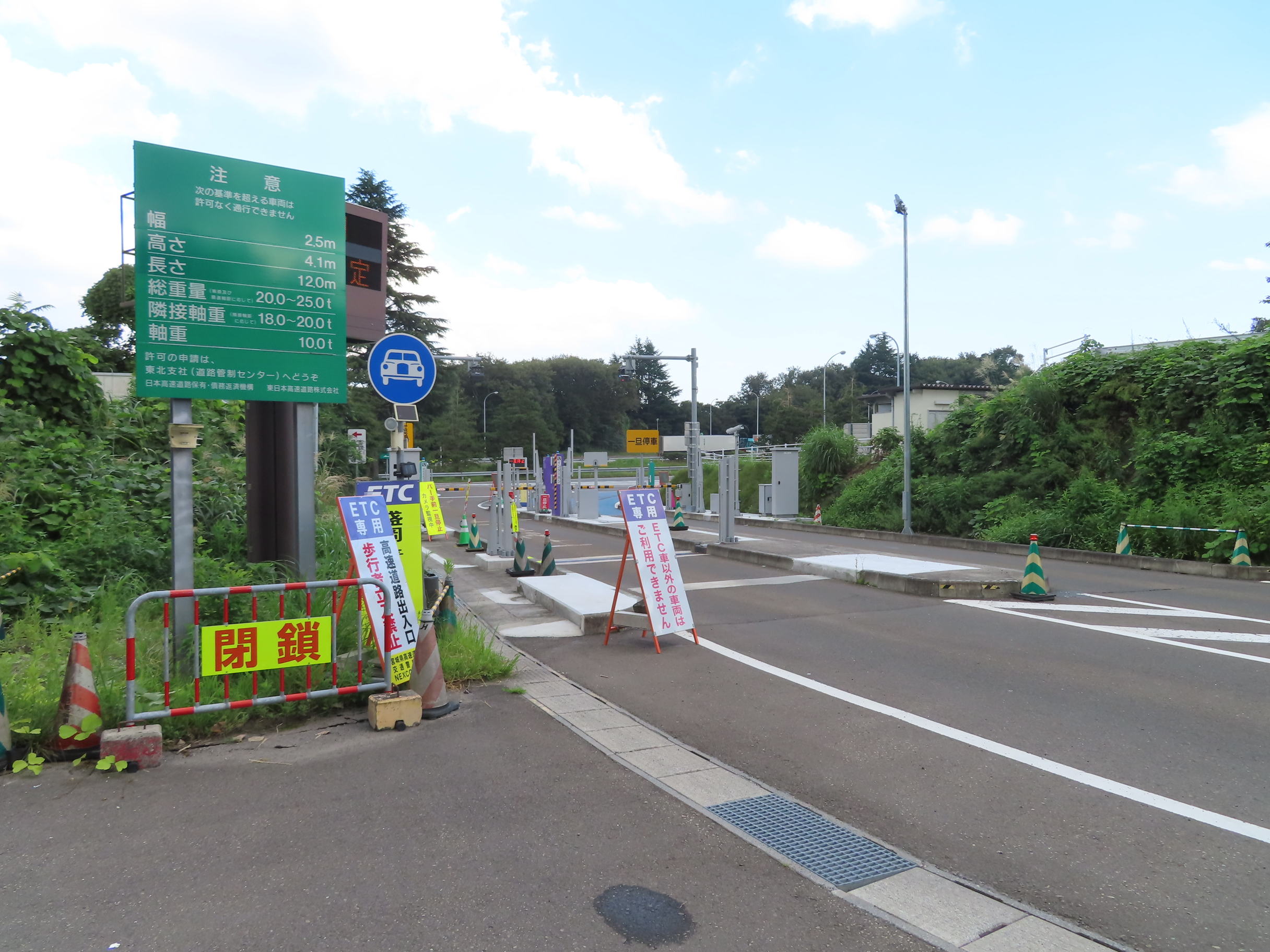
下り線

## 隣
E4 東北自動車道
(30-1)大衡IC - (30-2)三本木PA/スマートIC - (31)古川IC